# Famille Gruszecki
La famille Gruszecki (en russe : Грушецкий, en français : Grouchetski) est une famille noble d'origine polonaise, dont une branche a fait souche en Russie. Elle partage ses armes avec la famille Lubicz. Son nom provient du village de Gruszka Pologne, dans l'actuelle voïvodie de Lublin. Le domaine de Gruszka a été offert par le roi de Pologne Władysław II Jagellon en 1411 au chevalier porte-drapeau Maciej Gruszecki qui s'est distingué sur le champ de la victorieuse bataille à Grunwald contre l'ordre Teutonique. Les Gruszecki ont été propriétaires d'autres domaines Wierciszów et Bychawka  dans l'actuelle voïvodie de Lublin.

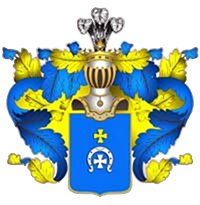
Le blason de la famille Gruszecki

L'une des lignées familiales s'est installée en Russie à l'époque de l'intronisation des Faux Dimitri. Certains membres de la famille Gruszecki vivent toujours en Russie.

## En Pologne
En plus des terres de Gruszka, la famille possédait celles de Wierciszów et Bychawka  Loukovce et d'autres. Parmi les représentants de cette branche, on peut distinguer (selon l'orthographe francisé) :
- Maciej Gruszecki, porte-drapeau du roi Władysław II Jagellon
- Samuel Gruszecki, secrétaire du roi Sigismond III de Pologne, ambassadeur du roi d’Espagne et des Indes, Philippe III d'Espagne.
- Antoni Gruszecki (1734 -1798)  peintre, professeur à l'université Jagellonne, peintre à la cour de Stanislas Poniatowski
- Kacper Gruszecki (1780 -1836)  juge dans le royaume de Pologne sous tutelle russe
- Władysław Gruszecki (1812 -1876)  fils de Kacper Gruszecki, membre du conseil suprême du royaume de Pologne, membre de la Société de crédit des Zemstvo.
- Bronisław-Samuel Gruszecki, surnommé Szumilist, officier du régiment de chasseurs à pied de Tchernihiv, seigneur des terres de Holoskovychi où il a fait bâtir le château dans la première moitié du XVIIIe siècle.

## En Russie
La branche russe est issue de Karp Grouchetski entre 1584 et 1598. Ses membres ont été voïvodes et boyards, et plus tard généraux et sénateurs. Ils étaient apparentés avec les principales familles de la noblesse russe et possédaient des propriétés foncières et immobilières, dans les environs de Moscou, de Tver, de Saint-Pétersbourg etc., et avaient des hôtels particuliers à Moscou et à Saint-Pétersbourg. Parmi le représentants de cette branche russe, on peut distinguer:
- Semion Féodorovitch Grouchetski (1658-1668), inscrit dans les registres de la noblesse de Moscou et seigneur dans la voïvodie de Chernavsk (aujourd'hui Chernava, Oblast de Lipetsk), et qui fut boyard.
- Agaphia Grouchetskaïa (1663 – 14 juillet 1681), première épouse du tsar de Russie Fiodor III Alexeïevitch[1] (du 28 juillet 1680) et mère du prince Ilya Féodorovitch et fille de Semion Féodorovitch.
- Vassili Vladimirovitch Grouchetski (1743 – 4 avril 1813), lieutenant général, général en chef, sénateur, qui participa à la guerre de Crimée qui sortit du joug ottoman pour entrer dans l'Empire russe. Il épousa la princesse Eudoxie Vassilievna Dolgoroukova (29 février 1744 – 1811)(ou Dolgorouki), fille du général en chef et prince Vassili Dolgorouki-Krimski[2]. Il est enterré au cimetière Donskoï du monastère Donskoï à Moscou.
- Vassili Vassilievitch Grouchetski (1765—1804), fils du précédent, lieutenant général et commandant du régiment de cuirassiers de Kharkov, chef du 17e régiment de dragons de Nijni Novgorod, en tant que major-général. Il épousa la princesse Nathalie Vassilievna Galitzine (12 avril 1772 — 1832). Il est enterré au cimetière Donskoï comme son père.
- Vladimir Sergueïevitch Grouchetski (1759—1839), grand chambellan à la cour impériale en 1800 et entre 1804 et 1816, sénateur en 1816, conseiller secret et lieutenant- général en 1822. Il était ami des parents d'Alexandre Pouchkine.
- Féodor Alexandrovitch Grouchetski, chevalier de l'ordre de Saint-Georges.
- Alexandre Féodorovitch Grouchetski, fils du précédent, major-général, gouverneur général de Tambov. Décoré de plusieurs ordres.
- Mikhaïl Mikhalovitch Grouchetski, capitaine de la garde, président de l'Assemblée de la noblesse du gouvernement de Pskov.
- Evgueni Nikolaïevitch Grouchetski, architecte de Saint-Pétersbourg, ingénieur militaire, lieutenant-colonel. Il épousa Marie Mikhaïlovna Khitrovo, arrière-arrière-petite-fille du maréchal Koutouzov.

## En Biélorussie
Les Grouchetski de la branche de Russie Blanche (aujourd'hui Biélorussie) ont été seigneurs des terres de Komarovitchi (aujourd'hui dans le voblast de Moguilev) et avaient des propriétés dans l'actuel voblast de Vitebsk et dans les environs de Smolensk. On peut distinguer parmi les membres de cette branche : 
- Vassili Grouchetsky, vice-gouverneur de Moguilev.